# Роулинсон, Генри Сеймур
Генри Сеймур Роулинсон, 1-й барон Роулисон (англ. Henry Rawlinson; 1864—1925) — британский генерал.

## Биография
Родился 20 февраля 1864 года в Вестминстере, Лондон. Его отец — сэр Генри Роулинсон — был армейским офицером, но больше известен как археолог, ассириолог, лингвист и дипломат.
Окончил Итонский колледж и Королевское военное училище в Сандхёрсте.
На военную службу поступил в 1884 году как офицер Королевского стрелкового Корпуса в Индии. Первый военный опыт получил в Бирме во время восстания 1886 года.
В 1889 году его мать умерла и Роулинсон вернулся в Англию. Здесь он перешёл в гвардию и получил звание капитана. Служил под командованием Герберта Китченера во время сражения  при Омдурмане в 1898 году и во время Англо-бурской войны 1899—1902 годов.
В 1903 году был произведён в полковники и находился на должности коменданта штабного армейского колледжа в Кемберли. Затем был командиром 2-й пехотной бригады в 1907 году и командиром 3-й механизированной дивизии в 1910 году.
В 1914 году, сразу после начала Первой мировой войны, Роулисон в звании генерала был назначен командиром 4-й пехотной дивизии во Франции. Затем он принял командование 4-м корпусом английской армии.
Генерал Роулинсон был участником иностранной военной интервенции в России и в 1919 году был направлен на север России для руководства эвакуацией союзных войск из Архангельска и Мурманска.
В 1920 году он был начальником Олдершотского военного лагеря. С конца 1920 года — главнокомандующий в Индии и член Исполнительного совета при генерал-губернаторе Индии.
Умер 28 марта 1925 года в Дели (Британская Индия).

## Награды
- Награждён орденом Св. Георгия 4-й степени (29 января 1917) и орденом Святого Михаила и Святого Георгия.
- Также награждён орденами Бани, Звезды Индии, Королевским Викторианским орденом и другими наградами.